# Lietuvos futbolo federacija

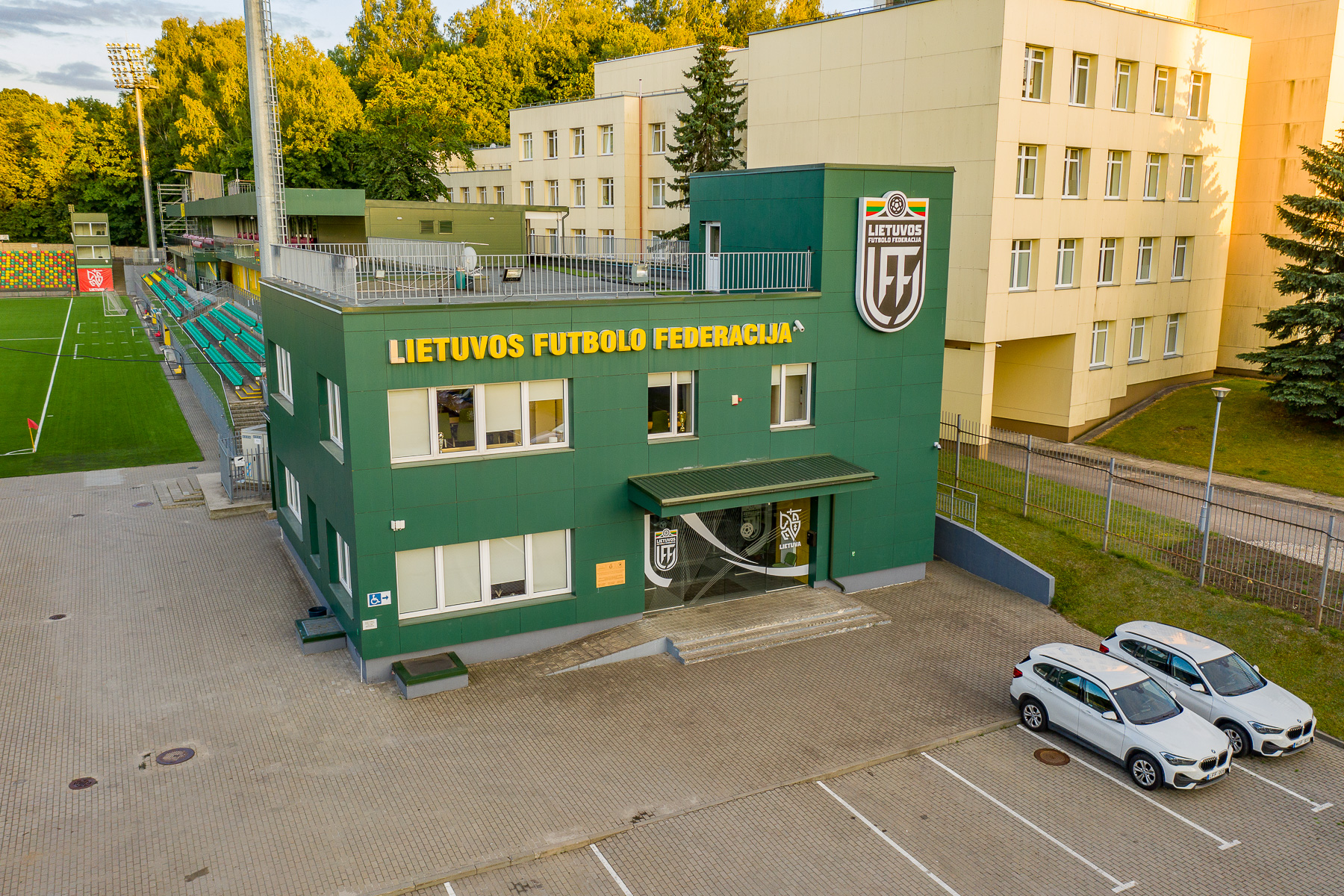

Die Lietuvos futbolo federacija (LFF) ist der litauische Fußballverband. Er hat seinen Sitz in Vilnius.

## Geschichte
Die LFF ist zuständig für die Organisation des Fußballs in Litauen und ist somit unter anderem für die litauische Fußballnationalmannschaft verantwortlich. Zudem kürt sie jährlich den Fußballer des Jahres in Litauen.
Der Fußballverband Litauens wurde nach der Unabhängigkeit 1922 gegründet und trat im Jahr darauf der FIFA bei. Während der Zeit der sowjetischen Okkupation nach dem Zweiten Weltkrieg war der Verband aufgelöst und wurde 1992 nach der erneuten Unabhängigkeit wieder Mitglied der FIFA und erstmals der UEFA.
Als höchste Spielklasse der Männer und der Frauen organisiert der Verband die A lyga. Außerdem richtet die LFF den Pokalwettbewerb Lietuvos futbolo taurė aus.

## Leitung
- 1992–1992: Vytautas Dirmeikis  (* 1949)
- 1999: Vytautas Vidmantas Zimnickas (1956–2020)
- 1999–2012: Liutauras Varanavičius (* 1970)
- 2012–2016: Julius Kvedaras (* 1949)
- 2016–2017: Edvinas Eimontas (* 1976)
- 2017–2023: Tomas Danilevičius (* 1978)
- Seit 2023: Edgaras Stankevičius

## Logohistorie

Logo bis 2008
2009–2020

## UEFA-Fünfjahreswertung
Platzierung in der UEFA-Fünfjahreswertung:
(in Klammern die Vorjahresplatzierung). Die Kürzel CL, EL und CO hinter den Länderkoeffizienten geben die Anzahl der Vertreter in der Saison 2025/26 der Champions League, der Europa League sowie der Conference League an.
- 42.  (44)  Nordirland (Liga, Pokal) – Koeffizient: 9.208 – CL: 1, EL: 0, CO: 3
- 43.  (42)  Luxemburg (Liga, Pokal) – Koeffizient: 9.000 – CL: 1, EL: 0, CO: 3
- 44.  (38)  Litauen (Liga, Pokal) – Koeffizient: 8.500 – CL: 1, EL: 0, CO: 3
- 45.  (45)  Malta (Liga, Pokal) – Koeffizient: 8.250 – CL: 1, EL: 0, CO: 3
- 46.  (46)  Georgien (Liga, Pokal) – Koeffizient: 7.625 – CL: 1, EL: 0, CO: 3

Stand: Ende der Europapokalsaison 2023/24